# العلاقات الاقتصادية بين إفريقيا والصين
العلاقات الاقتصادية بين أفريقيا والصين العلاقات الاقتصادية بين الصين وأفريقيا وهي جزء من العلاقات الإفريقية الصينية العامة منذ قرون مضت واستمرت حتى يومنا هذا. في أيامنا هذه تسعى الصين للحصول على موارد لاستهلاكها المتزايد، وتسعى الدول الأفريقية للحصول على أموال لتطوير بنيتها التحتية.
المشاريع الهيكلية واسعة النطاق بين الدول غالبًا ما تحتاج لقرض ميسَّر، وهذا ما تقترحه الصين على البلدان الأفريقية الغنية بالموارد الطبيعية. عادة ما تمول الصين بناء البنية التحتية مثل الطرق والسكك الحديدية والسدود والموانئ والمطارات. في حين أن العلاقات تتم بشكل أساسي من خلال الدبلوماسية والتجارة، إلا أن الدعم العسكري عبر توفير الأسلحة والمعدات الأخرى هو أيضًا عنصر رئيسي في علاقة الصين بدول أفريقيا.
في الاندفاع الدبلوماسي والاقتصادي الصيني إلى إفريقيا، تعد تايوان والولايات المتحدة وفرنسا والمملكة المتحدة من أهم المنافسين للصين. تفوقت الصين على الولايات المتحدة في عام 2009 لتصبح أكبر شريك تجاري لإفريقيا. تم توقيع اتفاقيات التجارة الثنائية بين الصين و40 دولة من القارة. في عام 2000 بلغ حجم التجارة بين الصين وأفريقيا 10 مليارات دولار وبحلول عام 2014 نمت إلى 220 مليار دولار.

## خلفية اقتصادية وسياسية

### الصين
بدأت جمهورية الصين الشعبية في انتهاج اشتراكية السوق في سبعينيات القرن العشرين بقيادة دنغ شياوبنغ. كان هذا بمثابة التحول إلى الممارسات الرأسمالية باعتبارها الأساس للتنمية الاجتماعية الاقتصادية التي تقوم عليها جمهورية الصين الشعبية، وهي العملية التي بدأت قبل عدة عقود من الزمان في أعقاب القفزة العظيمة للإمام. بدءًا من عام 1980، بدأت جمهورية الصين الشعبية سياسة التحديث السريع والتصنيع، ما أدى إلى الحد من الفقر وتنمية قاعدة من اقتصاد صناعي قوي. في عام 2018، احتلت الصين المرتبة الثانية من حيث أكبر ناتج محلي إجمالي اسمي في العالم، إذ بلغ 13.456 تريليون دولار، وكانت أكبر ناتج محلي إجمالي من خلال تعادل القوة الشرائية البالغ 23.12 تريليون دولار. اليوم، تواجه جمهورية الصين الشعبية نقصًا متناميًا في المواد الخام مثل النفط، والخشب، والنحاس، والألومنيوم، وكلها مطلوبة لدعم توسعها الاقتصادي وإنتاج السلع المصنعة.

### أفريقيا

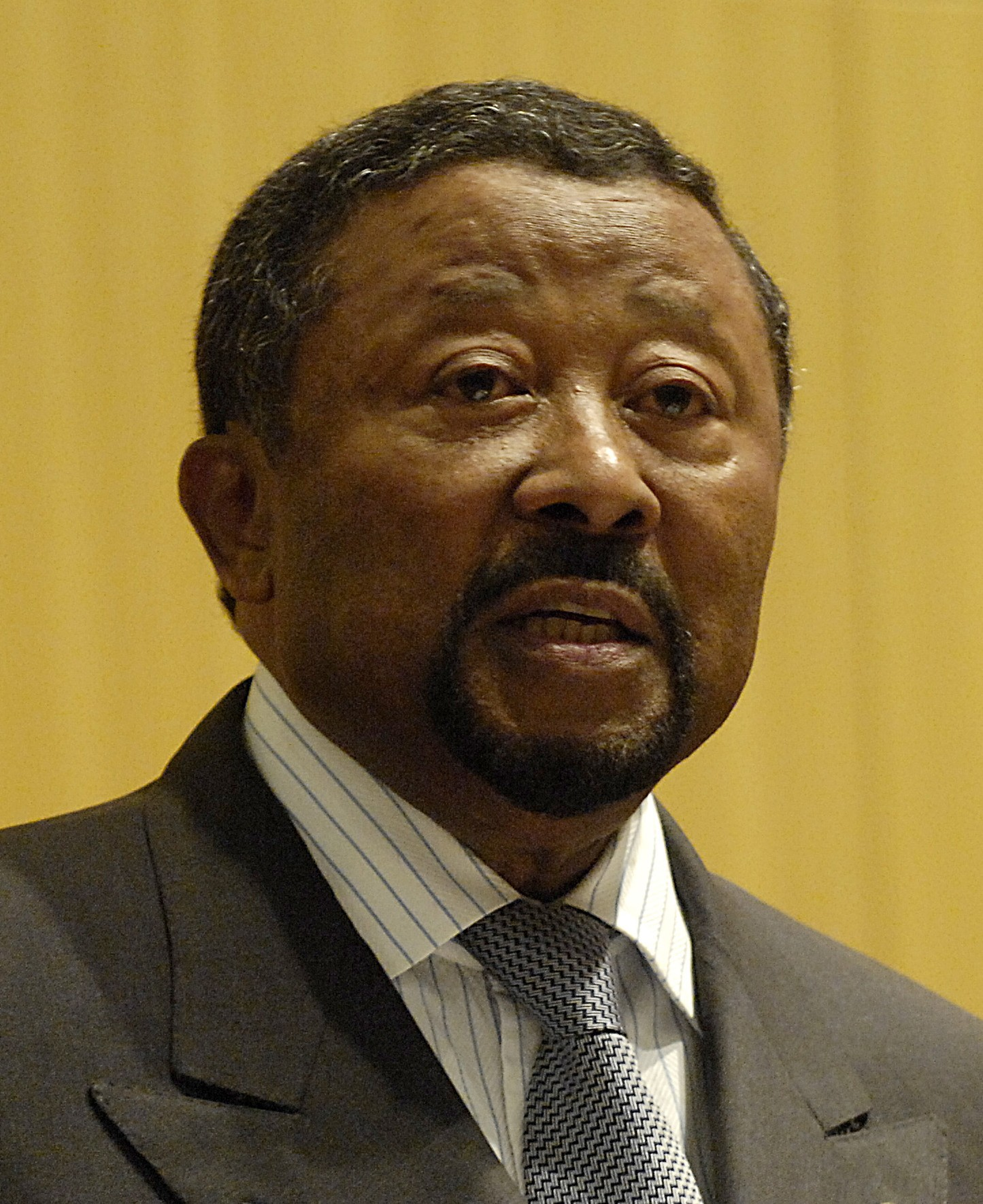
رئيس مفوضية الاتحاد الأفريقي السابق جان بينغ عام 2008 وهو مثال على الأفارقة المنحدرين من أصول صينية. والده الصيني هاجر من فرنسا عام 1930 وغدا رجل أعمال ناجح في حين كانت أمه أميرة محلية.

يبلغ عدد سكان أفريقيا نحو 1.216 مليار نسمة تقريبًا، وتبلغ مساحتها 30,221,532 كيلومترًا مربعًا. بدأ التصنيع بشكل هامشي في أوائل القرن العشرين في مستعمرات الدول الأوروبية، وهي البرتغال وبلجيكا وإسبانيا وهولندا وألمانيا وفرنسا وإيطاليا والمملكة المتحدة. أدت الحروب المختلفة في القارة من أجل الاستقلال إلى الانقسام العنيف والمخرب في أفريقيا. شهدت أفريقيا، باعتبارها مصدرًا رئيسيًا للمواد الخام، تنافس القوى الاستعمارية على فرض نفوذها بين الدول المستقلة حديثًا، إذ أقامت القوى الاستعمارية السابقة علاقات خاصة مع مستعمراتها السابقة، وكثيرًا ما كان ذلك من خلال تقديم المساعدات والتحالفات الاقتصادية اللازمة للوصول إلى الموارد الهائلة التي كانت تتمتع بها أقاليمها السابقة.
اليوم، كان وجود الماس والذهب والفضة واليورانيوم والكوبالت واحتياطيات النفط الكبيرة من الأسباب التي جعلت أفريقيا في طليعة التنمية الصناعية، إذ أقامت العديد من القوى الاقتصادية في العالم علاقات مع الدول الغنية بالموارد في أفريقيا.
في عام 2008، بلغ الناتج المحلي الإجمالي لأفريقيا بالكامل نحو 1.2 تريليون دولار.

### حوافز التعاون
تعلن كل من الصين وأفريقيا عن تحالف اقتصادي وسياسي وإقليمي جديد يعود بالنفع المتبادل. ترى الصين مصدرًا للمواد الخام والطاقة، وهو ما تحتاج إليه بشدة لدعم نموها الصناعي والاقتصادي. يعني النجاح في هذا المسعى ارتفاع التوظيف ورفع نوعية الحياة بالنسبة للمواطنين الصينيين، فضلًا عن زيادة الاستقرار الاجتماعي والأمن السياسي للنخب الصينية.
تكتسب شركات النفط الصينية خبرة لا تقدر بثمن في العمل في الدول الأفريقية التي ستحضرها لتنفيذ مشاريع أكبر في السوق العالمية الأكثر تنافسية. كانت كفاءة المساعدات والقروض والمقترحات الصينية بشكل عام محل إشادة. أخيرًا، وجدت الصناعة الصينية في أفريقيا سوقًا ناشئًا لسلعها المصنعة المنخفضة التكلفة.
تلقت الجالية الصينية في أفريقيا دعمًا نشطًا من السفارات الصينية، مواصلةً بناء علاقة «الأخ بالدم» بين الصين وأفريقيا كضحايا للنزعة الاستعمارية الغربية.
يكسب الزعماء الأفارقة الشرعية من خلال الشراكات الصينية. يعملون معًا مع الصينيين لتزويد أفريقيا بالبنية التحتية الأساسية، أي الطرق والسكك الحديدية والموانئ والسدود الكهرومائية ومصافي التكرير، وهي أساسيات ستساعد أفريقيا على تجنب «لعنة الموارد». يعني النجاح في هذا المسعى تجنب استغلال ثرواتهم الطبيعية وبداية التحولات الاجتماعية والاقتصادية الأساسية في القارة.
تُوقع الدول الأفريقية التي تشارك الصين اليوم على قوة عظمى عالمية في المستقبل. في أفريقيا، يقدم هذا التحالف الصيني عواقب نفسية قوية. يقدم الأمل الاقتصادي ويُظهِر للنخب الأفريقية مثالًا للنجاح الذي قد يتخذونه كنموذج لمستقبلهم. علق الكاتب هاري برودمان قائلًا إنه إذا نجحت الاستثمارات الصينية في القطاعات الرئيسية من البنية التحتية، والاتصالات، والتصنيع، والأغذية، والمنسوجات في تغيير القارة الأفريقية جذريًا، فإن التغيير الرئيسي سوف يحدث في أذهان الأفارقة. مع النمو والتحسن الاقتصادي في الآونة الأخيرة، عاد المزيد من الطلاب الأفارقة إلى أفريقيا بعد دراستهم في الخارج من أجل إعادة مهاراتهم وصناعتهم إلى الديار.

## تاريخ العلاقات الصينية الأفريقية

### السلالات الأولى (من 700 إلى 1800 ميلادي)
هناك آثار للنشاط الصيني في أفريقيا تعود إلى سلالة تانغ الحاكمة. عُثر على خزف صيني على طول سواحل مصر في شمال أفريقيا. اكتُشفت عملات معدنية صينية تعود إلى القرن التاسع في كينيا وزنجبار والصومال. أسست سلالة سونغ الحاكمة التجارة البحرية مع سلطنة أجوران في منتصف القرن الثاني عشر. قام تشو سيبين من مملكة يوان بأول رحلة صينية معروفة إلى المحيط الأطلسي، في حين قام أدميرال تشنغ خه من سلالة مينغ الحاكمة وأسطوله الذي يضم أكثر من 300 سفينة بسبع رحلات منفصلة إلى المناطق المحيطة بالمحيط الهندي، وحط على ساحل شرق أفريقيا.
لم تكن الاتصالات الرسمية الصينية الأفريقية القديمة واسعة الانتشار. يُعتقد أن معظم المبعوثين الصينيين توقفوا قبل الوصول إلى أوروبا أو أفريقيا، وربما كانوا مسافرين إلى أقصى المناطق الشرقية من الإمبراطوريتين الرومانية ولاحقًا البيزنطية. غير أن البعض وصل إلى أفريقيا. سافر سفراء مملكة يوان، كانت واحدة من مرتين فقط عندما كانت الصين تحت حكم سلالة أجنبية، هذه المرة تحت حكم المغول، إلى مدغشقر. سافر تشو سيبين على طول السواحل الغربية لأفريقيا، راسمًا خريطة أكثر دقة لشكل أفريقيا المثلثي.
في الفترة بين عامي 1405 و1433، رعى الإمبراطور يونغلي لسلالة مينغ سلسلة من الرحلات البحرية، مع تشنغ خه قائدًا لها. كان مسؤولًا عن أسطول ضخم من السفن، يبلغ عددها 300 سفينة كنز مع ما لا يقل عن 28 ألف رجل. من بين الأماكن العديدة التي سافروا إليها، متضمنة شبه الجزيرة العربية والصومال والهند وإندونيسيا وتايلاند، سافر أسطولها إلى شرق أفريقيا. في عودتهم، أعاد الأسطول معهم القادة الأفارقة، وكذلك الأسود، والكركدنيات، والنعام، والزرافات، وما إلى ذلك.
في أعقاب وفاة الإمبراطور يونغلي، وعودة الكونفوشية إلى الظهور، التي عارضت المغامرات الخارجية الطائشة، تخلت الحكومة عن مثل هذه السياسات الخارجية الباهظة التكاليف، ودمرت الأسطول المكلف. فضّل المسؤولون الكونفوشيوسيون الزراعة والسلطة على الابتكار، والاستكشاف، والتجارة. كان رأيهم أن الصين المينغية ليس لديها ما تتعلمه من البرابرة في الخارج.
تلخصت النسخة الصينية الحديثة في أن الإتجارية الأوروبية في عصر الاستكشاف أنهت العلاقات الصينية الأفريقية بشكل عدواني. تفرض وجهة النظر هذه اللغة الخطابية لعلاقات الصين وأفريقيا الأخوية.

### الحقبة الصناعية (1800 إلى 1949)
بدأ عصر جديد من التجارة الصينية في العصر الصناعي. كان الاستعمار الأوروبي لأفريقيا وإلغاء الرق في فرنسا سببًا أدى إلى نقص كبير في قوة العمل في المستعمرات الأوروبية. بحثت أوروبا عن وسيلة لسد الفجوة بالاستعانة بالعمال من الخارج، وعلى وجه التحديد الهند والصين. بدءًا من ثمانينيات القرن التاسع عشر، أرسِل عشرات الآلاف من العمال الصينيين إلى الخارج للعمل في المناجم والسكك الحديدية ومزارع القوى الاستعمارية. أدى أيضًا استغلال الموارد الداخلية، مثل مناجم النحاس، إلى وجود عدد كبير نسبيًا من السكان الصينيين المعزولين في البلدان غير الساحلية مثل زامبيا. وُلد جان بينغ؛ وزير خارجية الغابون، الذي ترأس الجمعية العامة للأمم المتحدة، من أم أفريقية وأب صيني في الغابون وهي دولة لا يوجد فيها أي صيني تقريبًا.